# 段明
段 明（だん めい、生没年不詳）は、モンゴル帝国（大元ウルス）支配下の雲南における第12代大理総管。

## 概要
第11代大理総管の段宝の息子にあたる。段明が大理総管の地位を継いだころ、中国大陸の大部分はほとんど明朝が支配し、南方では唯一雲南のみモンゴル王族の梁王バツァラワルミの支配が残る情勢にあった。
明朝の側では複数回にわたって梁王を招撫したが梁王はこれに応じず、遂に1381年（洪武14年）9月より傅友徳率いる明軍が雲南に侵攻した。『明史』などにこの時段明が傅友徳に送った書の内容が伝えられており、その内容は唐・宋の時代のように朝貢国として認めてもらいたいという内容であった。『南詔野史』などによるとこの時段明は「後理国段明」と称しており、後理国（大理国）の復興を企図していたようである。
しかしこの時既に梁王が敗死していたにも関わらず、投降するわけでもなく朝貢国として認めるよう要求する段明の態度に傅友徳は怒り、「（段氏の）運は既に元代に絶えている」と述べて段明の要求を拒絶した。1382年（洪武15年）閏2月、征南左副将軍藍玉・征南右副将軍沐英ら率いる部隊が大理に攻め込み、段明の息子の段世が捕らえれたことで大理総管による支配は終わりを迎えることとなる。